# أولاد يرو (اصعادلا)
أولاد يرو هي إحدى مشيخات المملكة المغربية، تتبع جغرافيا لإقليم آسفي وإداريًا لاصعادلا. يقدر عدد سكانها بـ 2871 نسمة حسب الإحصاء الرسمي للسكان والسكنى لسنة 2004.